# Marson
Pour l’article ayant un titre homophone, voir Marçon.
Pour les articles homonymes, voir Marson (homonymie).
Marson est une commune française, située dans le département de la Marne en région Grand Est.

## Géographie

### Localisation
Marson se trouve au centre-est du département de la Marne, en région Grand Est. La commune appartient à la région agricole de la Champagne crayeuse.
La commune de Marson s'étend sur une superficie de 3 076 hectares. Sur son territoire, l'altitude varie de 99 à 200 mètres. Le relief est marqué par un vallon parcourant le cœur du territoire communal, du nord-est au sud, dans le prolongement du ruisseau le Marsonnet (affluent de la Moivre).
Par la route, Marson se situe à 14 km de Châlons-en-Champagne, préfecture de la Marne, à 26 km de Vitry-le-François, et à 10 km de Saint-Germain-la-Ville, siège de la communauté de communes de la Moivre à la Coole dont Marson fait partie. La commune fait en outre partie du bassin de vie de Châlons-en-Champagne.
Marson est limitrophe de 10 communes :
| Chepy                                       | Courtisols                         | Poix                  |
| Saint-Germain-la-Ville, Vésigneul-sur-Marne | Marson                             | Coupéville            |
| Pogny                                       | Francheville, Dampierre-sur-Moivre | Saint-Jean-sur-Moivre |

### Hydrographie
La commune est traversée par la ligne de partage des eaux entre les régions hydrographiques « la Seine de sa source au confluent de l'Oise (exclu) » et « la Seine du confluent de l'Oise (inclus) à l'embouchure » au sein du bassin Seine-Normandie. Elle est drainée par le Marsonnet,.

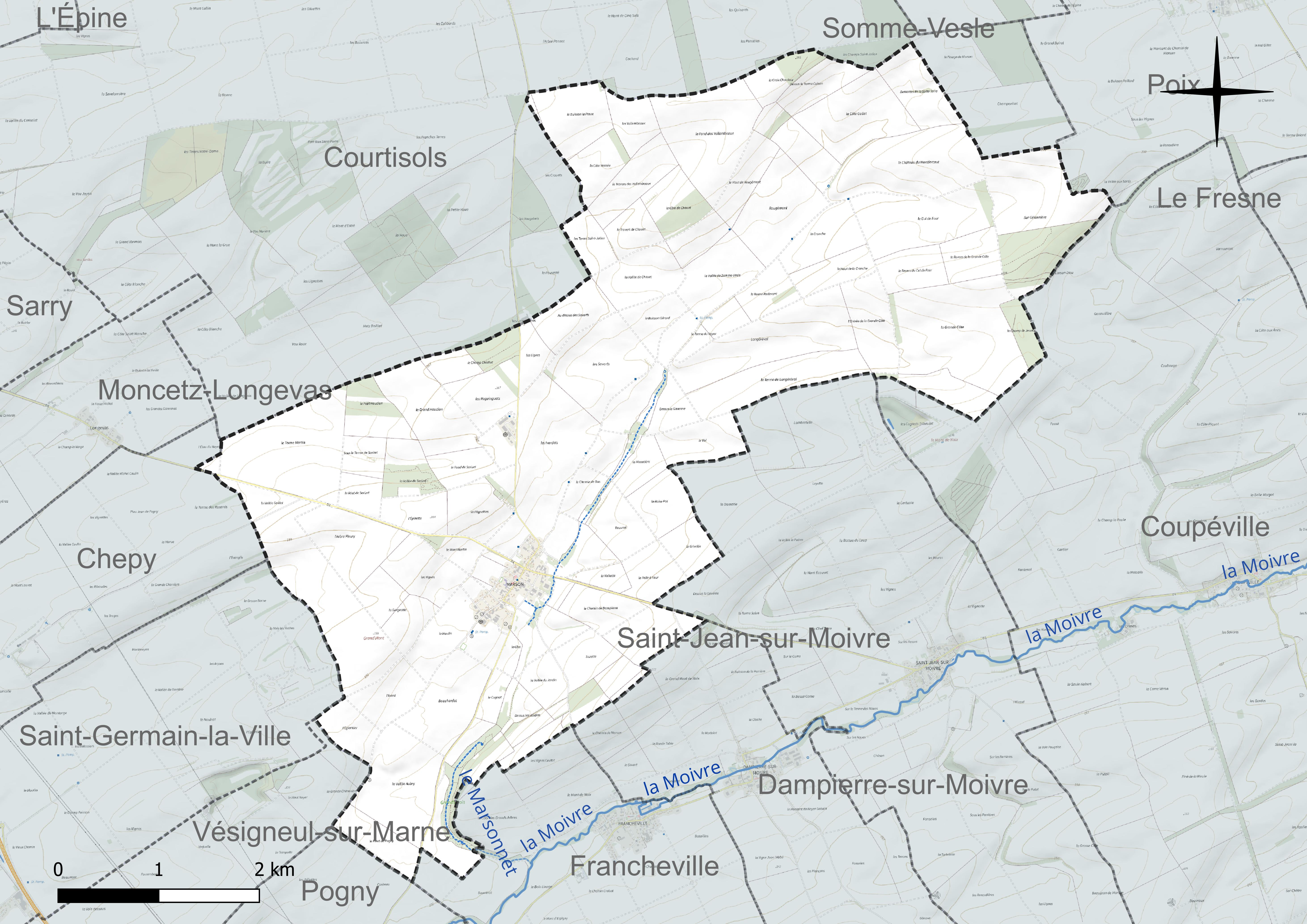
Réseau hydrographique de Marson.

### Climat
Pour des articles plus généraux, voir Climat du Grand Est et Climat de la Marne.
En 2010, le climat de la commune est de type climat océanique dégradé des plaines du Centre et du Nord, selon une étude du Centre national de la recherche scientifique s'appuyant sur une série de données couvrant la période 1971-2000. En 2020, Météo-France publie une typologie des climats de la France métropolitaine dans laquelle la commune est exposée à un climat océanique altéré et est dans la région climatique  Nord-est du bassin Parisien, caractérisée par un ensoleillement médiocre, une pluviométrie moyenne régulièrement répartie au cours de l’année et un hiver froid (3 °C). 
Pour la période 1971-2000, la température annuelle moyenne est de 10,2 °C, avec une amplitude thermique annuelle de 16,1 °C. Le cumul annuel moyen de précipitations est de 712 mm, avec 11,9 jours de précipitations en janvier et 8,6 jours en juillet. Pour la période 1991-2020, la température moyenne annuelle observée sur la station météorologique de Météo-France la plus proche, « Somme-Vesle », sur la commune de Somme-Vesle à 9 km à vol d'oiseau, est de 10,7 °C et le cumul annuel moyen de précipitations est de 782,0 mm. 
La température maximale relevée sur cette station est de 41,5 °C, atteinte le 25 juillet 2019 ; la température minimale est de −17,6 °C, atteinte le 21 février 1994,,. 
Les paramètres climatiques de la commune ont été estimés pour le milieu du siècle (2041-2070) selon différents scénarios d'émission de gaz à effet de serre à partir des nouvelles projections climatiques de référence DRIAS-2020. Ils sont consultables sur un site dédié publié par Météo-France en novembre 2022.

### Milieux naturels et biodiversité
L'Inventaire national du patrimoine naturel (INPN) recense 391 espèces sur le territoire de la commune, dont 52 espèces protégées et 26 espèces menacées.
Marson compte une zone naturelle d'intérêt écologique, faunistique et floristique (ZNIEFF) de type I, au nord-est de la commune. Principalement située à Courtisols et Somme-Vesle, la ZNIEFF des « pinèdes des Terres Notre-Dame, du Mont Destré et de la Vallée des Vignes à Courtisols » est décrite par l'Inventaire national du patrimoine naturel comme « constituée par des pinèdes de pins sylvestres et de pins noirs, entrecoupées de cultures pour certaines, des bois feuillus de recolonisation, des broussailles et des pelouses ». Le site est typique des derniers savarts de la Champagne crayeuse. On y trouve une quarantaine d'espèces d'insectes, dont plusieurs sont incluses sur la liste rouge régionale : le dectique verrucivore, l'éphippigère des vignes, le mélitée des scabieuses, le mercure et l'oedipode turquoise.

## Urbanisme

### Typologie
Au 1er janvier 2024, Marson est catégorisée commune rurale à habitat dispersé, selon la nouvelle grille communale de densité à sept niveaux définie par l'Insee en 2022.
Elle est située hors unité urbaine. Par ailleurs la commune fait partie de l'aire d'attraction de Châlons-en-Champagne, dont elle est une commune de la couronne,. Cette aire, qui regroupe 97 communes, est catégorisée dans les aires de 50 000 à moins de 200 000 habitants,.

### Occupation des sols
L'occupation des sols de la commune, telle qu'elle ressort de la base de données européenne d’occupation biophysique des sols Corine Land Cover (CLC), est marquée par l'importance des territoires agricoles (95,8 % en 2018), une proportion sensiblement équivalente à celle de 1990 (95,6 %). La répartition détaillée en 2018 est la suivante : 
terres arables (93,8 %), forêts (2,9 %), zones agricoles hétérogènes (1,9 %), zones urbanisées (1,3 %). L'évolution de l’occupation des sols de la commune et de ses infrastructures peut être observée sur les différentes représentations cartographiques du territoire : la carte de Cassini (XVIIIe siècle), la carte d'état-major (1820-1866) et les cartes ou photos aériennes de l'IGN pour la période actuelle (1950 à aujourd'hui).

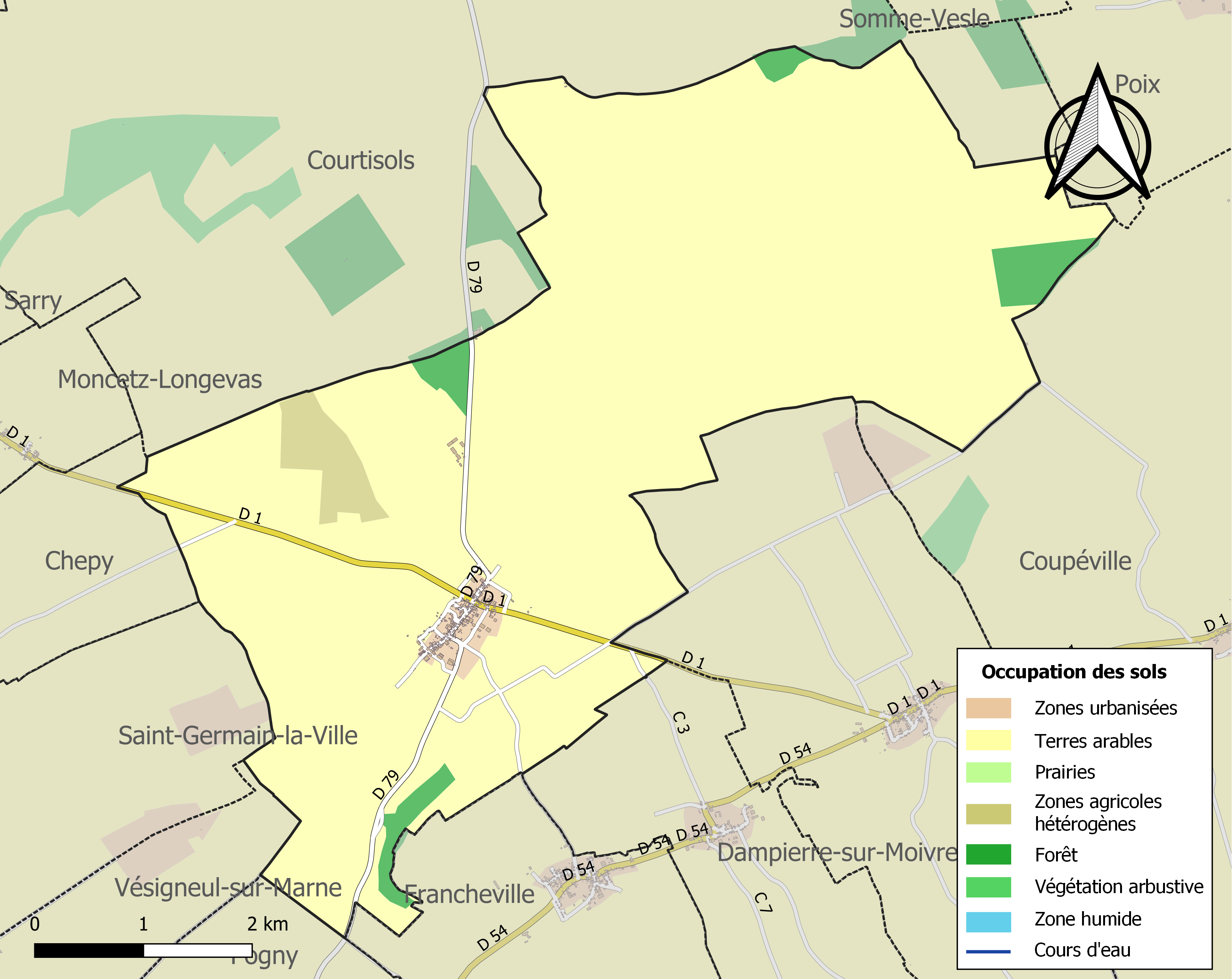
Carte des infrastructures et de l'occupation des sols de la commune en 2018 (CLC).

## Toponymie

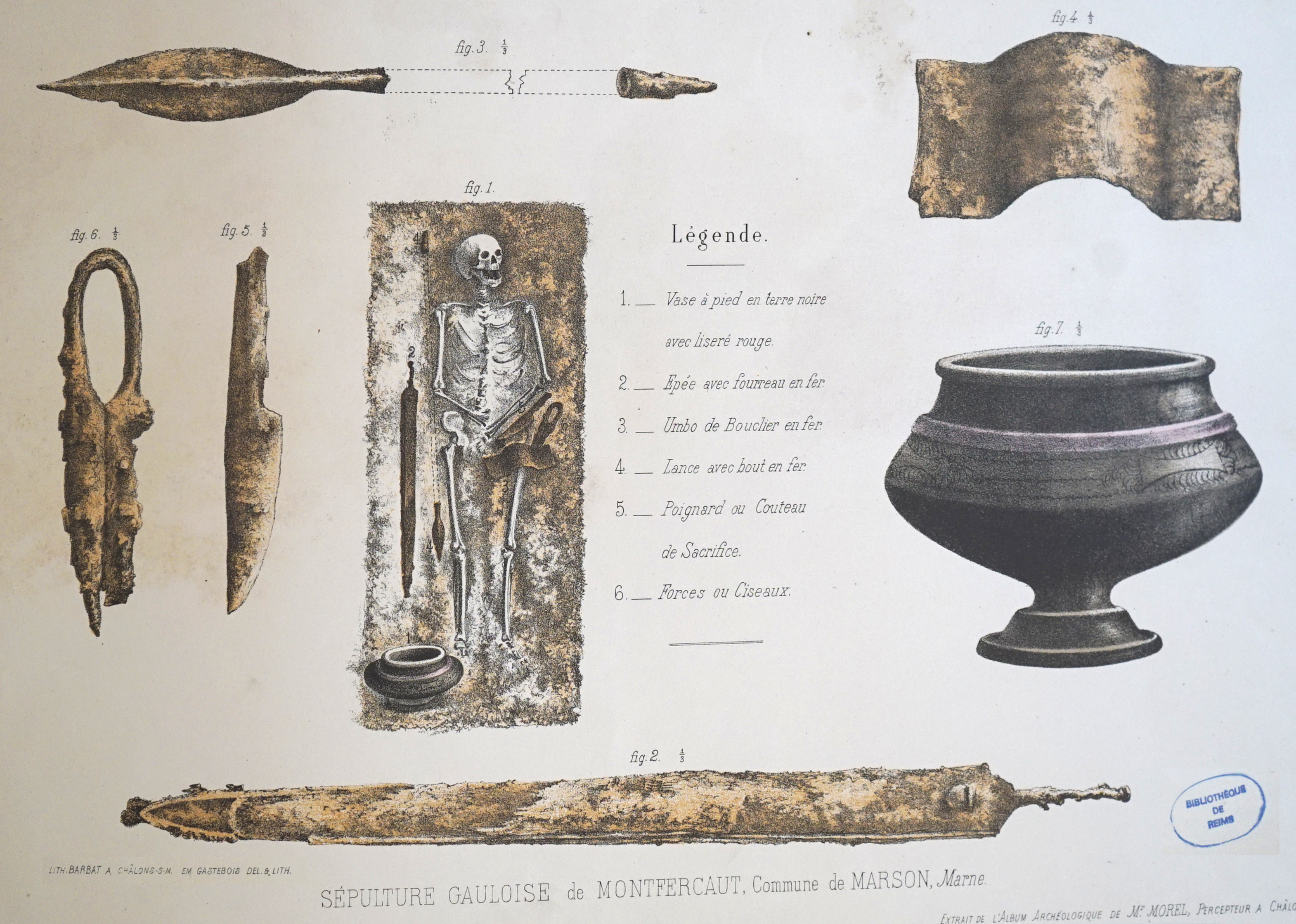
Objets gaulois des fouilles de Marson, dessin émile Gastebois, édité par la SACSAM.

Au commencent du XIe siècle, le nom de la localité est attesté sous la forme Martio. Il s'agit du nom d'homme latin Martius, suivi du suffixe -o / -onem (déclinaison latine du type Cicéron de Cicero, -onem).
Son nom par la suite attesté sous les formes Villa que vocatur Marçons (1218) ; Marçon-le-Grant (1240) ; Marçonnum (1278) ; Marsunnum (1289) ; Marçons (1379) ; Marçon d'amont et Marçon d'aval (1380) ; Marsons (1380) ; Marsonnus superior et inferior (1542) ; Sanctus Nicolaus de Marsone (1775).
Le nom de la commune est homonyme avec Marçon (Sarthe, Marsonum 1096) et Marson-sur-Barboure (Meuse, Martionis villa 1106).

## Histoire
Des fouilles du XIXe siècle de Léon Morel ont montré la présence d'un habitat gaulois à Marson au lieu-dit Montfercault pour un char, une nécropole de deux tombes se trouvait aussi à la sortie du village sur le chemin de L'Epine.

## Politique et administration

### Intercommunalité
La commune, antérieurement membre de la communauté de communes du Mont de Noix, est membre, depuis le 1er janvier 2014, de la communauté de communes de la Moivre à la Coole.
En effet, conformément au schéma départemental de coopération intercommunale de la Marne du 15 décembre 2011, cette communauté de communes de la Moivre à la Coole est issue de la fusion, au 1er janvier 2014, de la communauté de communes de la Vallée de la Coole, de  la Communauté de communes de la Guenelle, de la communauté de communes du Mont de Noix et de la communauté de communes de la Vallée de la Craie.

### Liste des maires
| Période                                  | Période                       | Identité                | Étiquette | Qualité |
| ---------------------------------------- | ----------------------------- | ----------------------- | --------- | --- |
| Les données manquantes sont à compléter. |                               |                         |           | |
| avant 1876                               | après 1877                    | M. Lemaire              |           | |
| Les données manquantes sont à compléter. |                               |                         |           | |
| décembre 2001                            | réélu en 2008                 | Maurice Henriat         |           | |
| 2014                                     | En cours (au 2 décembre 2020) | Noël Voisin dit Lacroix |           | Retraité des télécommunications Vice-président de la CC de la Moivre à la Coole (2020 → ) Réélu pour le mandat 2020-2026, |

## Équipements et services publics

### Eau et déchets
L'approvisionnement en eau potable et l'assainissement des eaux usées sont des compétences de la communauté de communes de la Moivre à la Coole. La commune de Marson est alimentée en eau potable par un captage situé sur son territoire. L'approvisionnement en eau potable est délégué à Veolia. L'assainissement y est non collectif.
Le service public des déchets est assuré par le Syndicat mixte du Sud-Est Marnais (SYMSEM), qui a mis en place une redevance incitative. La collecte des ordures ménagères résiduelles (en bacs noirs pucés ou en sacs rouges prépayés) et des emballages ménagers recyclables (en sacs jaunes) est réalisée en porte à porte. Le SYMSEM adhérant au syndicat de valorisation des ordures ménagères de la Marne (SYVALOM), ces déchets sont amenés en centre de transfert à Sainte-Menehould ou Vitry-en-Perthois, puis valorisés sur le site de La Veuve. La collecte du verre se fait en apport volontaire, avant transformation dans une usine de Reims. Pour les déchets volumineux ou dangereux, le SYMSEM met à disposition de ses habitants une plateforme de déchets verts et gravats, à Saint-Amand-sur-Fion, ainsi que 12 déchèteries, à Arrigny, Courtisols, Givry-en-Argonne, Mairy-sur-Marne, Pargny-sur-Saulx, Pogny, Sainte-Menehould, Thiéblemont-Farémont, Valmy, Vanault-les-Dames, Villers-en-Argonne et Ville-sur-Tourbe.

### Enseignement
Marson fait partie de l'académie de Reims.

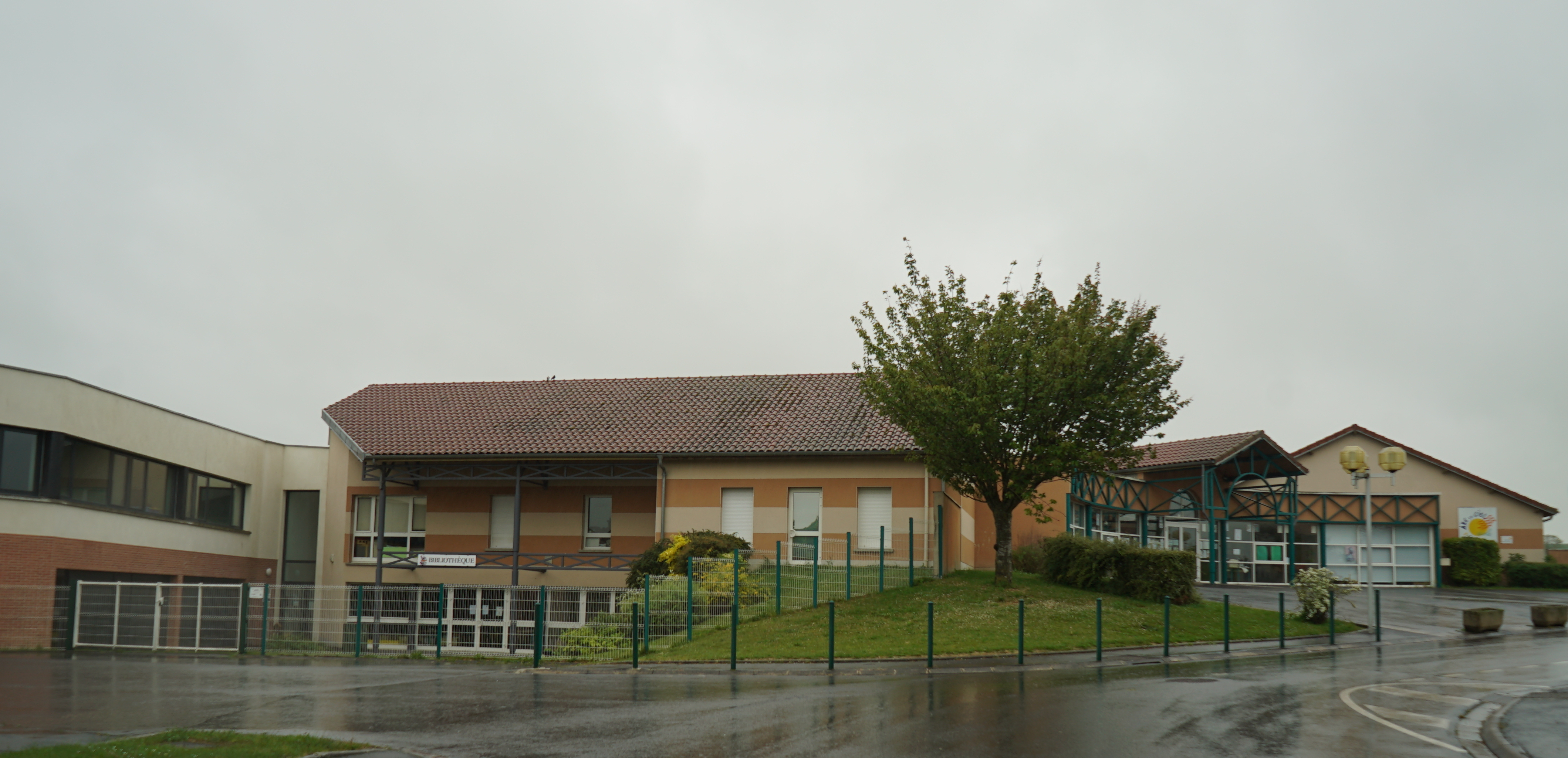
L'école et la bibliothèque.

L'école primaire « Arc-en-ciel » de Marson accueille les enfants de Marson, Coupéville, Dampierre-sur-Moivre, Francheville, Le Fresne, Moivre et Saint-Jean-sur-Moivre. Installée rue du Montier, elle est fréquentée par 96 élèves de classes maternelles et élémentaires (chiffres 2024-2025).
Les enfants de Marson sont ensuite rattachés au collège Perrot d'Ablancourt et au lycée Étienne Oehmichen, tous les deux situés à Châlons-en-Champagne.

### Postes et télécommunications
Deux boîtes aux lettres de La Poste se trouvent sur le territoire de la commune, rue de Pogny et rue de Courtisols. Le bureau de poste le plus proche est situé à Courtisols, à environ 8 km de Marson.

### Justice, sécurité et secours
Du point de vue judiciaire, Marson relève du conseil de prud'hommes, du tribunal de commerce, du tribunal judiciaire, du tribunal paritaire des baux ruraux et du tribunal pour enfants de Châlons-en-Champagne, dans le ressort de la cour d'appel de Reims. Pour le contentieux administratif, la commune dépend du tribunal administratif de Châlons-en-Champagne et de la cour administrative d'appel de Nancy.
Marson est située en secteur Gendarmerie nationale et dépend de la brigade de Courtisols.
En matière d'incendie et de secours, la commune dépend du Service départemental d'incendie et de secours (SDIS) de la Marne.

## Démographie
L'évolution du nombre d'habitants est connue à travers les recensements de la population effectués dans la commune depuis 1793. Pour les communes de moins de 10 000 habitants, une enquête de recensement portant sur toute la population est réalisée tous les cinq ans, les populations de référence des années intermédiaires étant quant à elles estimées par interpolation ou extrapolation. Pour la commune, le premier recensement exhaustif entrant dans le cadre du nouveau dispositif a été réalisé en 2005.

En 2022, la commune comptait 278 habitants, en évolution de −5,44 % par rapport à 2016 (Marne : −1,19 %, France hors Mayotte : +2,11 %).
| 1793 | 1800 | 1806 | 1821 | 1831 | 1836 | 1841 | 1846 | 1851 |
| ---- | ---- | ---- | ---- | ---- | ---- | ---- | ---- | ---- |
| 441  | 432  | 414  | 414  | 405  | 391  | 375  | 376  | 372  |

| 1856 | 1861 | 1866 | 1872 | 1876 | 1881 | 1886 | 1891 | 1896 |
| ---- | ---- | ---- | ---- | ---- | ---- | ---- | ---- | ---- |
| 377  | 361  | 337  | 316  | 316  | 320  | 323  | 300  | 296  |

| 1901 | 1906 | 1911 | 1921 | 1926 | 1931 | 1936 | 1946 | 1954 |
| ---- | ---- | ---- | ---- | ---- | ---- | ---- | ---- | ---- |
| 280  | 278  | 274  | 237  | 243  | 243  | 217  | 223  | 231  |

| 1962 | 1968 | 1975 | 1982 | 1990 | 1999 | 2005 | 2006 | 2010 |
| ---- | ---- | ---- | ---- | ---- | ---- | ---- | ---- | ---- |
| 263  | 259  | 276  | 269  | 275  | 293  | 285  | 279  | 285  |

| 2015 | 2020 | 2022 | - | - | - | - | - | - |
| ---- | ---- | ---- | - | - | - | - | - | - |
| 298  | 279  | 278  | - | - | - | - | - | - |

## Culture locale et patrimoine

### Lieux et monuments

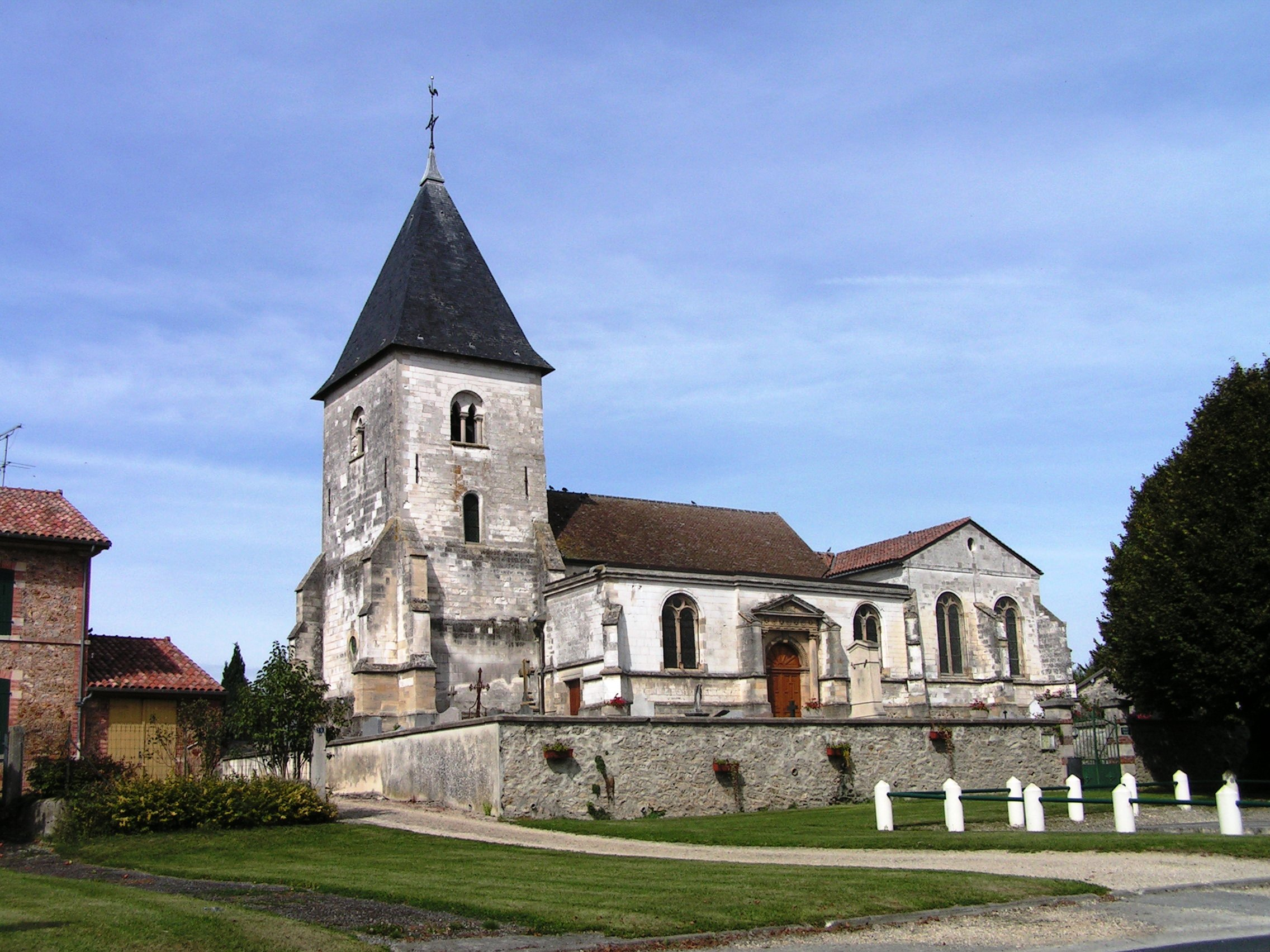
L'église et le cimetière.

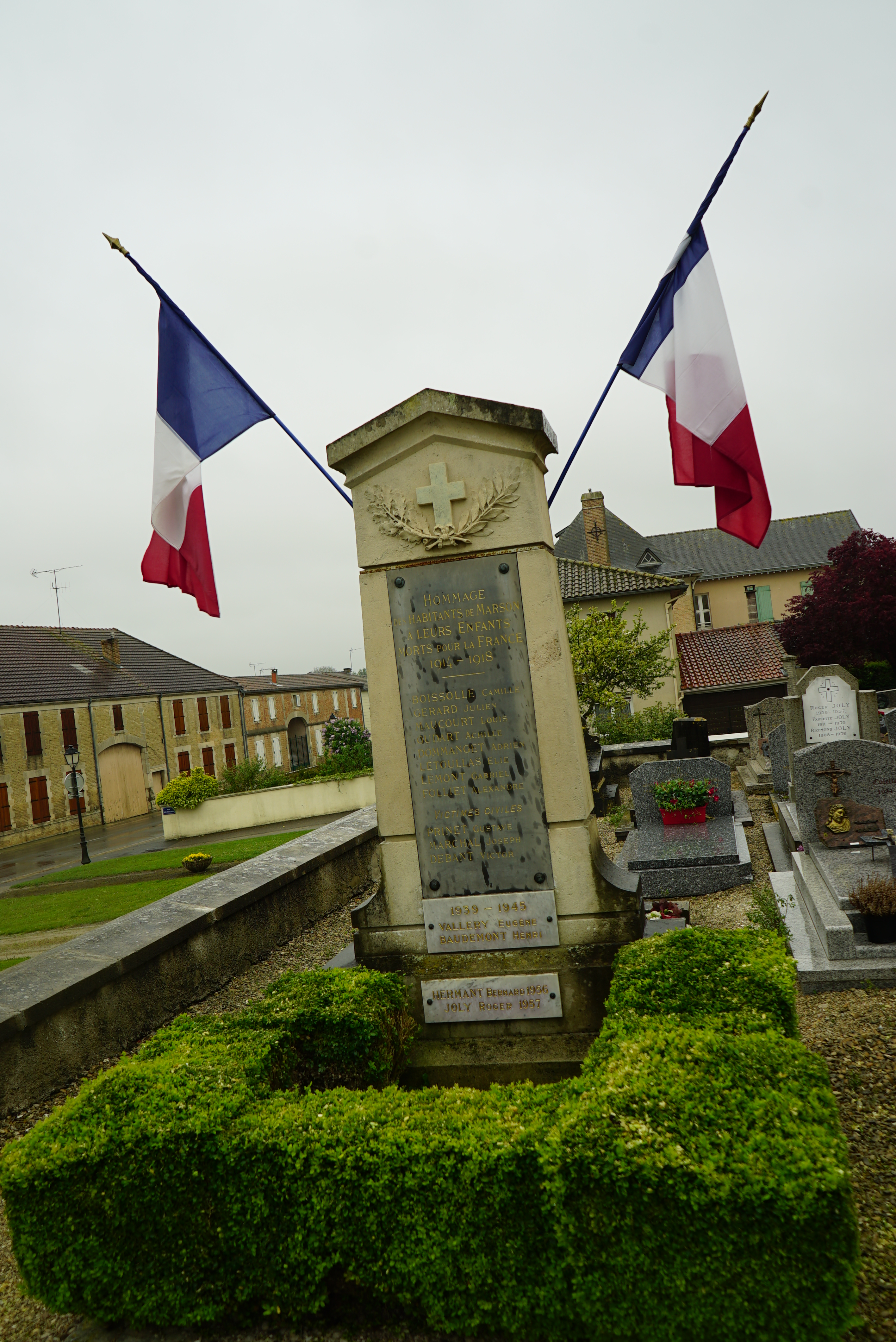
Le monument aux morts.

- L'église Saint-Nicolas de Marson, romane, (M. H.) agrandie à la Renaissance ; tour devant la façade.
- Le monument aux morts.

### Personnalités liées à la commune
Parmi les anciennes familles notables, on trouve :
- Jean Saguez, écuyer, seigneur du fief de Montmorillon-lès-Marson, marié à Jeanne Connort vivant en 1435.
- Nicolas Aubelin, seigneur de Nuisement, de Breuvery et de Marson, écuyer.
- Claude de Joybert, écuyer, seigneur de Soulanges et d'Ablancourt. Marson est apporté par mariage le 2 juillet 1633 d'avec Claude Brissier dont la mère était Marie Langault (dame de Marson). Entre autres postérité, Claude, Pierre (dit « sieur de Marson » au Canada) et Jacques de Joybert, qui tous trois partirent à la conquête du Québec à la fin du XVIIe siècle d'où la branche Joybert de Soulanges et de Marson en Acadie, aujourd'hui éteinte. Louise-Élisabeth de Joybert de Soulanges et de Marson, fille de Pierre, épouse Philippe de Rigaud de Vaudreuil, gouverneur général de Nouvelle-France de 1703 à 1725.
- Jacques Langault, sieur de Marson (rôle des gentilshommes de Châlons, 1597), commissaire des salpêtres pour le roi (1590). (Louis Grignon, Topographie historique (...), p. 248).